# 香港の地理
本項では香港の地理について扱う。

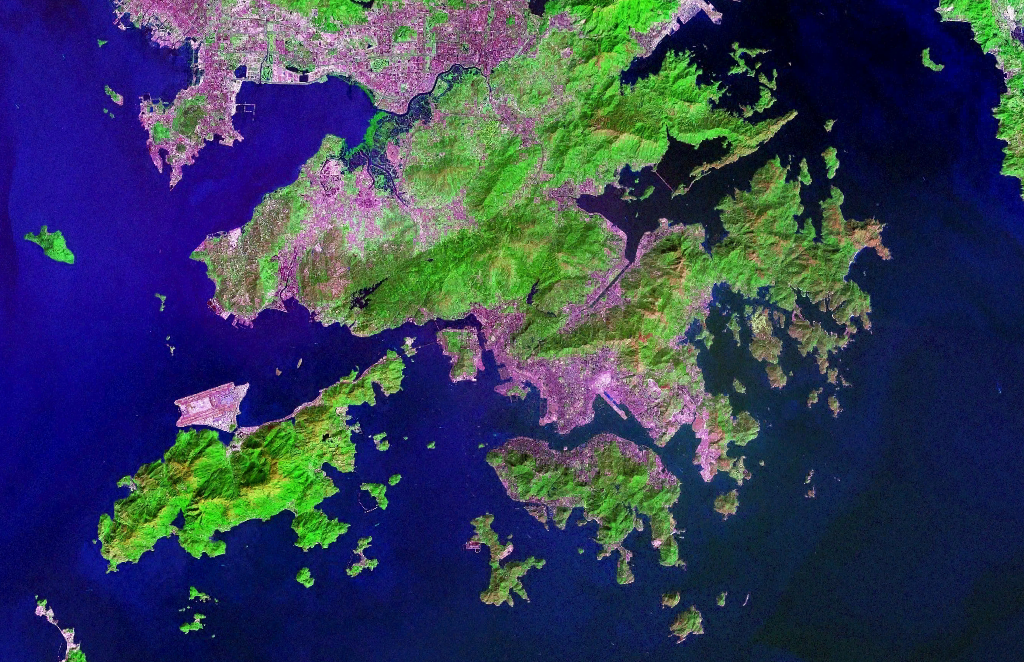
香港の衛星写真

文字通り「よい香りの港湾」という意味の「香港」は、以前、香木や芳香剤などの交換が行われていた、現在の香港島、香港仔周辺の地域に由来している。香港島と九龍半島を隔てる海峡のビクトリア・ハーバーは、世界で最も深い自然の海港の一つである。香港島や260の島、半島は南シナ海に位置しており、珠江デルタの河口にある。
香港は、主に三つの地域（香港島、九龍、新界）から構成される。界限街の南の九龍半島と北の新界は、1860年と1898年にそれぞれ香港の領域に加えられた。香港の地形は、かなりの丘陵があり、急な傾斜が多い。この地域の最高地点は、大帽山で、標高は958mである。低地は、新界の北西部に存在する。
香港は、珠江の反対側にあるマカオの60km東に位置する。北は、深圳市との境界がある。陸地の多くは、国立公園や自然保護区となっている。

## 解説

香港特別行政区: 1. 離島区; 2. 葵青区; 3. 北区; 4. 西貢区; 5. 沙田区; 6. 大埔区; 7. 荃湾区; 8. 屯門区; 9. 元朗区; 10. 九龍城区; 11. 観塘区; 12. 深水埗区; 13. 黄大仙区; 14. 油尖旺区; 15. 中西区; 16. 東区; 17. 南区; 18. 湾仔区

### 位置

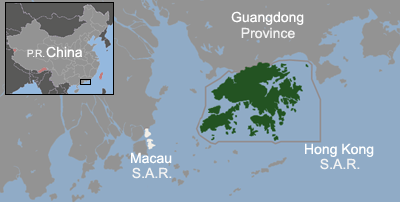
珠江デルタにある香港の位置

香港は東アジアに位置し、中華人民共和国の南東海岸にあって、南シナ海に面する。

### 面積
- 陸地 - 1,104 km2 (426 sq mi)
- 海 - 1,650 km2 (640 sq mi)

香港政府による

### 境界線

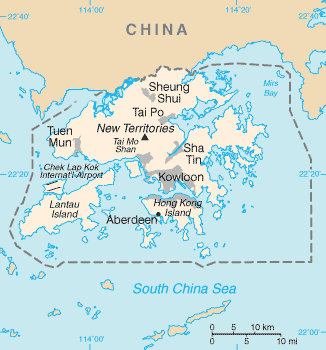
香港の広東省深圳市との境界線。この地図では、陸地の境界線のみならず、海上の境界線も記している

- 合計: 30 km
- 境界: 広東省深圳経済特区

アメリカ中央情報局による

### 海岸線
- 合計: 733 km
- 領海: 3 nm

アメリカ中央情報局による

### 島
香港には、500 m2以上の島が263あり、この中には、香港島、ランタオ島、長洲島、南丫島、坪洲、青衣島。

### 気候
香港の気候は、亜熱帯で、季節風により、冬は涼しく乾燥し、夏は暑く多湿となる。2006年時点で、年間平均降水量は2,214 mm (87.2 in)で、5月から9月にかけての降水がおよそ80%を占める。5月から11月までは熱帯低気圧によって影響を受けることがあり、7月から9月は特に多い。香港の気温は、1月および2月は16 °C (60.8 °F)だが、7月や8月には28 °C (82.4 °F)となる。
1月と2月は曇りが多く、乾燥した北風により、時折寒冷前線が発生する。温度が市街地で10 °C (50 °F)以下に下がることも珍しくない。氷点下の気温や霜も、高地や新界でときどき観測される。3月や4月は、湿度が高い日もあるが、晴れて心地の良い日が続く。霧や霧雨は、南東へ露出した高地でよく起こる。5月から9月にかけては、高温多湿で、にわか雨や雷雨が降る。午後の気温は31 °C (87.8 °F)を越え、夜もだいたいは26 °C (78.8 °F)前後までにしか下がらない。11月と12月は、心地よい微風が吹き、日差しが十分でちょうどいい気温となる。

### 地形
香港の地形は、険しく、傾斜の多い山地がある。香港の北部には低地がある。特に香港島や九龍半島の重要な土地が埋め立てられている。
沿海の一部地域に柱状節理や堆積岩が分布しており、当該地域は「香港ユネスコ世界ジオパーク」に指定されている。

### 極地
香港の最低地点は、南シナ海 (0 m) で、最高地点は、荃湾区の大帽山 (958 m) である。

#### 陸地
- 北端: 深圳河 北緯22度33分44秒 東経114度9分41秒 / 北緯22.56222度 東経114.16139度
- 東端: 東平洲 北緯22度32分26秒 東経114度26分30秒 / 北緯22.54056度 東経114.44167度
- 南端: 頭顱洲（英語版） 北緯22度9分14秒 東経113度55分21秒 / 北緯22.15389度 東経113.92250度
- 西端: 雞翼角（英語版） 北緯22度13分1秒 東経113度50分7秒 / 北緯22.21694度 東経113.83528度

### 主要な山
1. 大帽山 - 957 m, 荃湾区

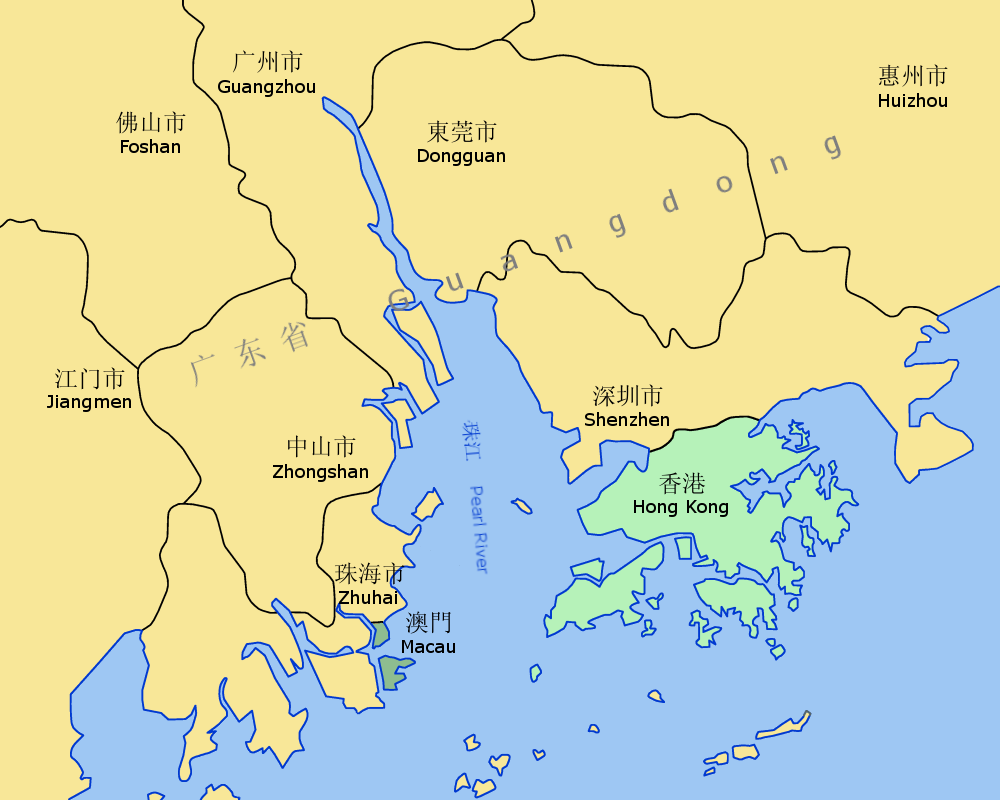
香港とその周辺の都市の地図

2. 鳳凰山（英語版） - 934 m, ランタオ島
3. 大東山（英語版） - 869 m, ランタオ島
4. 四方山 - 785 m
5. 蓮花山（英語版） - 766 m, ランタオ島
6. 彌勒山（英語版） - 751 m, ランタオ島
7. 二東山（英語版） - 747 m, ランタオ島
8. 馬鞍山（英語版） - 702 m
9. 牛押山（英語版） - 674 m
10. 草山（英語版） - 647 m
11. 黄嶺（英語版） - 639 m
12. 水牛山（英語版） - 606 m
13. 西水牛山（英語版） - 604 m
14. 飛鵝山（英語版） - 602 m
15. 純陽峰（英語版） - 591 m
16. 吊手岩（中国語版） - 588 m
17. 雞公嶺（中国語版） - 585 m
18. 青山（英語版） - 583 m
19. 蓮花山（英語版） - 578 m
20. 大老山（英語版） - 577 m

香港島で最も高いヴィクトリア・ピークは、標高552mで、香港では24番目に高い。

### 天然資源
香港の天然資源は、主に以下の三つに分類することができる。
- 陸地の金属を含む鉱物及び金属を含まない工業鉱物
- 採石された岩や建築石材
- 海底に堆積した砂

面積が小さいにもかかわらず、香港では、比較的多くの鉱物が発見されている。鉱床が幾つか営利的に開発されている。金属を含む鉱物は、主に、スズ・タングステン・モリブデン、銅・鉛・亜鉛、鉄、スズ・金の砂鉱の四つに分類される。この鉱物の多様性は、大部分が中生代の火山活動が原因であり、ミネラル濃度は、断層に関連して、熱水の活動により高められた。金属を含まない鉱物では、カオリナイト、長石、石英、緑柱石、グラファイトなどが営利的に利用されている。
長年、花崗岩や火山岩は、道路舗装、護岸、外装、アスファルトのために地元で採石されており、現在は主にコンクリートが主な目的となっている。現在、三つの採石場が香港で稼働している。主に花崗岩は、藍地、石澳、安達臣道に位置している。すべての採石場は、再建の必要性があり、予想ではあと2年から8年の寿命である。
市街地開発の増加に伴い、香港の砂や埋め立て盛り土のために、海底の砂さらいが行われている。
他の天然資源として、森林や野生生物などがある。

### 土地利用
- 耕作地: 5.05%
- 永久耕作地: 1.01%
- その他: 93.94% (2001年推計)

アメリカ中央情報局による

### 災害
熱帯低気圧は、6月から8月にかけての夏に、たびたび発生する。地滑りが降雨の後に起こることがある。

### 環境問題
- 急速な都市化による大気汚染（英語版）や水質汚染
- 野生動物の減少
- 帰化植物の伝来